# Brevipalpus aeoloides
Brevipalpus aeoloides är en spindeldjursart som beskrevs av Pritchard och Baker 1958. Brevipalpus aeoloides ingår i släktet Brevipalpus och familjen Tenuipalpidae. Inga underarter finns listade.